# I з'їзд Комуністичної партії (більшовиків) Молдавії
І з'їзд Комуністичної партії (більшовиків) Молдавії — з'їзд Комуністичної партії (більшовиків) Молдавії, що відбувся 6—8 лютого 1941 року в місті Кишиневі.
У роботі з'їзду взяли участь 215 делегатів із вирішуючим та 70 — з дорадчим голосом, які представляли 6 266 ченів і 2 728 кандидатів у члени партії. Порядок денний з'їзду:
- Звіт про роботу ЦК КП(б)М (доповідач Бородін Петро Григорович);
- Вибори Центрального комітету КП(б)М і Ревізійної комісії КП(б)М.

На з'їзді обрано Центральний комітет у складі 61 члена і 9 кандидатів у члени ЦК, Ревізійну комісію у складі 7 чоловік:

### Члени Центрального комітету КП(б) Молдавії
- Акімов Григорій Григорович — народний комісар торгівлі Молдавської РСР.
- Альошин Іван Іванович — завідувач організаційно-інструкторського відділу ЦК КП(б)М.
- Антонюк Степан Іванович — 1-й секретар Бендерського повітового комітету КП(б)М.
- Антосяк Георгій Федорович — голова Державної планової комісії Молдавської РСР, заступник голови Ради Народних Комісарів Молдавської РСР.
- Бабанов Ілля Пантелеймонович — народний комісар охорони здоров'я Молдавської РСР.
- Безсонов Михайло Михайлович — 3-й секретар ЦК КП(б)М.
- Білоус Кирило Демидович — завідувач сільськогосподарського відділу ЦК КП(б)М.
- Бондарчук Сергій Онуфрійович — прокурор Молдавської РСР.
- Бородін Петро Григорович — 1-й секретар ЦК КП(б)М.
- Бровко Федір Григорович — голова Президії Верховної Ради Молдавської РСР.
- Бутко Андрій Харитонович — народний комісар державного контролю Молдавської РСР, заступник голови Ради Народних Комісарів Молдавської РСР.
- Варварецька Ганна Миколаївна — народний комісар соціального забезпечення Молдавської РСР.
- Веденєєв Терентій Лаврентійович — полковий комісар кавалерійської дивізії Одеського військового округу.
- Верлан Юхим Макарович — голова Верховного Суду Молдавської РСР.
- Герасименко Василь Дементійович — голова виконавчого комітету Оргіївської повітової ради депутатів трудящих.
- Голик Костянтин Харлампійович — начальник Кишинівської залізниці.
- Дашичев Іван Федорович — командир 35-го стрілецького корпусу Одеського військового округу.
- Жданович Степан Наумович — керуючий Консервтресту Молдавської РСР.
- Заливадний Панас Захарович — начальник політичного відділу Кишинівської залізниці.
- Зеленчук Степан Спиридонович — секретар ЦК КП(б)М з пропаганди і агітації.
- Зубарєв Григорій Лаврентійович — 1-й секретар Тирновського районного комітету КП(б)М.
- Коваль Микола Григорович — народний комісар землеробства Молдавської РСР.
- Кондратенко Степан Лаврентійович — військовий комісар Молдавської РСР.
- Константинов Тихон Антонович — голова Ради Народних Комісарів Молдавської РСР.
- Клюєв Олександр Андрійович — заступник начальника Управління прикордонних військ НКВС Молдавської РСР.
- Крайній Микола Степанович — 1-й секретар Кишинівського повітового комітету КП(б)М.
- Кривошеєв П. М. — 1-й секретар Чадир-Лунгського районного комітету КП(б)М.
- Кулигін Григорій Михайлович — 1-й секретар Кагульського повітового комітету КП(б)М.
- Лагутін Павло Іванович — 1-й секретар Дубосарського районного комітету КП(б)М.
- Лимар Володимир Петрович — 1-й секретар Бендерського міського комітету КП(б)М.
- Литвинов Олександр Андрійович — 1-й секретар Оргіївського районного комітету КП(б)М.
- Мартинов Михайло Олексійович — завідувач промислового відділу ЦК КП(б)М.
- Мельшанов Пилип Семенович — полковий комісар ВПС Одеського військового округу.
- Молчанов В. Д. — 1-й секретар Кайнарського районного комітету КП(б)М.
- Моргун Ф. О. — 1-й секретар Липканського районного комітету КП(б)М.
- Московко Іван Іванович — уповноважений Народного комісаріату заготівель СРСР по Молдавській РСР.
- Наконечний Михайло Федотович — 1-й секретар Сороцького повітового комітету КП(б)М.
- Ніколаєв Олександр Миколайович — 1-й секретар Оргіївського повітового комітету КП(б)М.
- Нікольський Микола Петрович — начальник Управління прикордонних військ НКВС Молдавської РСР.
- Носко Дмитро Дем'янович — голова виконавчого комітету Бендерської повітової ради депутатів трудящих.
- Овсянников Б.Ф. — машиніст залізничної станції Кишинів.
- Покотилов Петро Якович — народний комісар харчової промисловості Молдавської РСР.
- Полоз Петро Матвійович — голова виконавчого комітету Бельцької повітової ради депутатів трудящих.
- Поляков Василь Іванович — редактор газети «Советская Молдавия».
- Полянський Михайло Ісакович — 1-й секретар Рибницького районного комітету КП(б)М.
- Попович Василь Іванович — народний комісар місцевої промисловості Молдавської РСР.
- Рудь Герасим Якович — 1-й заступник голови Ради Народних Комісарів Молдавської РСР.
- Сазикін Микола Степанович — народний комісар внутрішніх справ Молдавської РСР.
- Салогор Микита Леонтійович — 2-й секретар ЦК КП(б)М.
- Семенов С.П. — бригадний комісар Одеського військового округу.
- Смориго Микола Харитонович — секретар ЦК КП(б)М з кадрів.
- Соловйов Григорій Пимонович — 1-й секретар Тираспольського міського комітету КП(б)М.
- Столінський Борис Лазарович — 1-й секретар Бельцького повітового комітету КП(б)М.
- Строкач Тимофій Амвросійович — начальник 25-го Кагульського прикордонного загону НКВС Молдавської РСР.
- Терещенко Петро Пилипович — редактор газети «Молдова сочіалісте».
- Уласевич Віктор Якович — 2-й секретар Кишинівського міського комітету КП(б)М.
- Урсул Влас Іванович — 1-й секретар Леовського районного комітету КП(б)М.
- Фесенко Іван Костянтинович — 1-й секретар ЦК ЛКСМ Молдавії.
- Форш Валентин Федорович — народний комісар освіти Молдавської РСР.
- Черевиченко Яків Тимофійович — командувач військ Одеського військового округу.
- Чернявський Л. І. — директор Тираспольського консервного заводу імені Ткаченка.

### Кандидати у члени Центрального комітету КП(б) Молдавії
- Бірша Мотрона Вікторівна — майстер цеху Тираспольського консервного заводу імені Ткаченка.
- Герліманов Федір Федорович — заступник завідувача відділу пропаганди і агітації ЦК КП(б)М.
- Гонца Феофан Семенович — народний комісар юстиції Молдавської РСР.
- Дяченко Лука Степанович — народний комісар лісової промисловості Молдавської РСР.
- Іванчихін Данило Володимирович — завідувач транспортного відділу ЦК КП(б)М.
- Кисіль Юхим Тимофійович — секретар Президії Верховної Ради Молдавської РСР.
- Мостовська Софія Наумівна — інженер Народного комісаріату землеробства Молдавської РСР.
- Орлов Павло Олександрович — начальник Управління міліції НКВС Молдавської РСР.
- Циганко Володимир Васильович — заступник завідувача відділу кадрів ЦК КП(б)М.

### Члени Ревізійної комісії КП(б) Молдавії
- Барган М. О. — 1-й секретар Болотинського районного комітету КП(б)М.
- Івасюк Микола Іванович — 1-й секретар Слободзейського районного комітету КП(б)М.
- Косьмін О. К. — секретар партійного бюро військової частини РСЧА в місті Бельци.
- Кочерженко Михайло Хрисанфович — 1-й секретар Бельцького міського комітету КП(б)М.
- Мозолевський Микола Миколайович — народний комісар фінансів Молдавської РСР.
- Скуртул Максим Васильович — 2-й секретар ЦК ЛКСМ Молдавії.
- Щербаченко Іван Федорович — 1-й секретар Тираспольського районного комітету КП(б)М.